# Antioco II
Antioco Teo (in greco antico: Ἀντίοχος Θεός?, Antíochos Theós; 286 a.C. – Efeso, agosto 246 a.C.), chiamato nella storiografia moderna Antioco II, è stato un sovrano seleucide, figlio di Antioco I Sotere, che governò dal 261 a.C. fino alla sua morte.

## Biografia
Figlio di Antioco I Sotere e di Stratonice, figlia del diadoco Demetrio I Poliorcete, succedette al padre nel 261 a.C., dopo essere stato coreggente dal 269 a.C.
Ereditò uno stato in guerra con l'Egitto, che venne combattuta principalmente lungo le coste dell'Asia Minore (la "Seconda guerra siriaca"). Antioco fece inoltre alcuni tentativi di sbarcare in Tracia, durante i quali gli venne dato il titolo "Teo" che significa "Dio" in greco, dopo aver liberato i Milesi dal tiranno Timarco.
Nel 256 a.C. concesse l'indipendenza alla Cappadocia, che aveva come re Ariamne II.
In Battriana, il suo satrapo Diodoto si ribellò nel 250 a.C., fondando uno stato, che si sarebbe espanso in India, con un'interessante fusione delle culture greca e indiana. Poco dopo, nel 248 a.C., Arsace I guidò una rivolta in Partia, che privò Antioco anche di questi territori.
In quel periodo, Antioco fece pace con l'Egitto di Tolomeo II Filadelfo, ponendo fine alla seconda guerra siriaca, che aveva avuto esito positivo per il re seleucide poiché era entrato in possesso della Panfilia, della Cilicia e della Ionia. Per sigillare la pace ripudiò nel 250 a.C. la moglie Laodice I e sposò la figlia di Tolomeo, Berenice. Tuttavia, dopo la morte di Tolomeo, Antioco richiamò Laodice, che gli fece riconoscere come erede al trono il suo primogenito Seleuco II Callinico; Berenice e il figlioletto vennero uccisi dopo poco tempo.
Morì avvelenato da Laodice e gli succedette il figlio Seleuco.

## Ascendenza
|                       |                       |                      | Genitori |  |  | Nonni |  |  | Bisnonni |  |  | Trisnonni |  |
|                       |                       |                      |          |  |  |       |  |  | Antioco  |  |  | …         |  |
|                       |                       |                      |          |  |  |       |  |  | Antioco  |  |  | …         |  |
|                       |                       | …                    |          |  |  |       |  |  | Antioco  |  |  |           |  |
| Seleuco I             |                       |                      |          |  |  |       |  |  | Antioco  |  |  |           |  |
|                       |                       | Laodice di Macedonia | …        |  |  |       |  |  |          |  |  |           |  |
|                       |                       | Laodice di Macedonia | …        |  |  |       |  |  |          |  |  |           |  |
|                       |                       | Laodice di Macedonia | …        |  |  |       |  |  |          |  |  |           |  |
| Antioco I             |                       | Laodice di Macedonia |          |  |  |       |  |  |          |  |  |           |  |
|                       |                       | Spitamene            | …        |  |  |       |  |  |          |  |  |           |  |
|                       |                       | Spitamene            | …        |  |  |       |  |  |          |  |  |           |  |
|                       |                       | Spitamene            | …        |  |  |       |  |  |          |  |  |           |  |
| Apama I               |                       | Spitamene            |          |  |  |       |  |  |          |  |  |           |  |
|                       |                       | …                    | …        |  |  |       |  |  |          |  |  |           |  |
|                       |                       | …                    | …        |  |  |       |  |  |          |  |  |           |  |
|                       |                       | …                    | …        |  |  |       |  |  |          |  |  |           |  |
| Antioco II            |                       | …                    |          |  |  |       |  |  |          |  |  |           |  |
|                       | Antigono I Monoftalmo | Filippo              |          |  |  |       |  |  |          |  |  |           |  |
|                       | Antigono I Monoftalmo | Filippo              |          |  |  |       |  |  |          |  |  |           |  |
|                       | Antigono I Monoftalmo | …                    |          |  |  |       |  |  |          |  |  |           |  |
| Demetrio I Poliorcete | Antigono I Monoftalmo |                      |          |  |  |       |  |  |          |  |  |           |  |
|                       |                       | Stratonice           | Correo   |  |  |       |  |  |          |  |  |           |  |
|                       |                       | Stratonice           | Correo   |  |  |       |  |  |          |  |  |           |  |
|                       |                       | Stratonice           | …        |  |  |       |  |  |          |  |  |           |  |
| Stratonice di Siria   |                       | Stratonice           |          |  |  |       |  |  |          |  |  |           |  |
|                       |                       | Antipatro            | …        |  |  |       |  |  |          |  |  |           |  |
|                       |                       | Antipatro            | …        |  |  |       |  |  |          |  |  |           |  |
|                       |                       | Antipatro            | …        |  |  |       |  |  |          |  |  |           |  |
| Fila                  |                       | Antipatro            |          |  |  |       |  |  |          |  |  |           |  |
|                       |                       | …                    | …        |  |  |       |  |  |          |  |  |           |  |
|                       |                       | …                    | …        |  |  |       |  |  |          |  |  |           |  |
|                       |                       | …                    | …        |  |  |       |  |  |          |  |  |           |  |
|                       |                       | …                    |          |  |  |       |  |  |          |  |  |           |  |